# Body Language (album của Kylie Minogue)
Body Language là album phòng thu thứ 9 của nữ nghệ sĩ thu âm người Úc Kylie Minogue, phát hành vào ngày 10 tháng 11 năm 2003 bởi hãng thu âm Parlophone. Tiếp sau thành công lớn của album phòng thu thứ 8 Fever (2001), Minogue tập hợp một nhóm đa dạng các tác giả và nhà sản xuất nhằm giúp đỡ thực hiện album, trong đó có Cathy Dennis, Dan Carey, Emiliana Torrini, Johnny Douglas và Mantronix. Lấy cảm hứng bởi dòng nhạc thập niên 1980 và các nghệ sĩ như Prince và Scritti Politti, Body Language chịu nhiều thay đổi về phong cách âm nhạc so với những album trước của Minogue, với các thể loại trải dài từ synthpop, electroclash cho tới R&B và hip-hop, thay vì giai điệu dance-pop mang ảnh hưởng của disco trước đây. Nhiều bài hát trong Body Language có nhắc đến những nhạc phẩm từ thập niên 1980 và có ca từ đề cập đến chủ đề hưởng thụ, ve vãn và tình dục.
Có 3 đĩa đơn phát hành từ Body Language. "Slow" ra mắt dưới dạng đĩa đơn đầu tiên vào tháng 11 năm 2003 và đạt thành công trên toàn cầu, vươn đến ngôi vị số 1 tại các bảng xếp hạng đĩa đơn tại Úc, Đan Mạch, Tây Ban Nha và Anh Quốc. "Red Blooded Woman" là đĩa đơn thứ hai phát hành vào tháng 3 năm 2004, đạt đến top 5 tại Úc và Anh Quốc. "Chocolate" là đĩa đơn cuối cùng phát hành vào tháng 6 năm 2004 và đạt đến top 10 tại Anh. Minogue trình diễn tại một đêm nhạc cố định diễn ra tại nhà hát giải trí Hammersmith Apollo, Luân Đôn vào ngày 15 tháng 11 năm 2003 để đánh dấu phát hành album. Đêm nhạc không bán vé công khai mà chỉ có những người hâm mộ mời đến tham dự chương trình, với tên gọi "Money Can't Buy".
Từ khi phát hành, Body Language nhận những phản hồi từ tích cực đến trung lập bởi những nhà phê bình âm nhạc, với nhiều lời khen ngợi sự thể nghiệm với nhiều thể loại mới và phần sản xuất tổng thể của album. Dù vậy, một số nhà phê bình cho rằng nhiều bài hát thiếu sự hấp dẫn và phong thái nhảy. Về mặt thương mại, Body Language thể hiện tốt dù chưa thể đạt đến thành công của Fever. Album đạt đến vị trí thứ 2 trên bảng xếp hạng album tại Úc và 2 lần đạt chứng nhận Bạch kim bởi Hiệp hội Công nghiệp ghi âm Úc (ARIA). Tại Anh Quốc, Body Language đạt đến vị trí thứ 6 và đạt chứng nhận Bạch kim bởi British Phonographic Industry (BPI). Ngoài ra, album còn đạt thứ hạng cao tại Áo và Thụy Sĩ. Body Language được biết đến nhờ những thay đổi đến hình tượng của Minogue và được xem là một ví dụ trong số nhiều lần "tái sáng tạo" của cô.

## Bối cảnh và triển khai

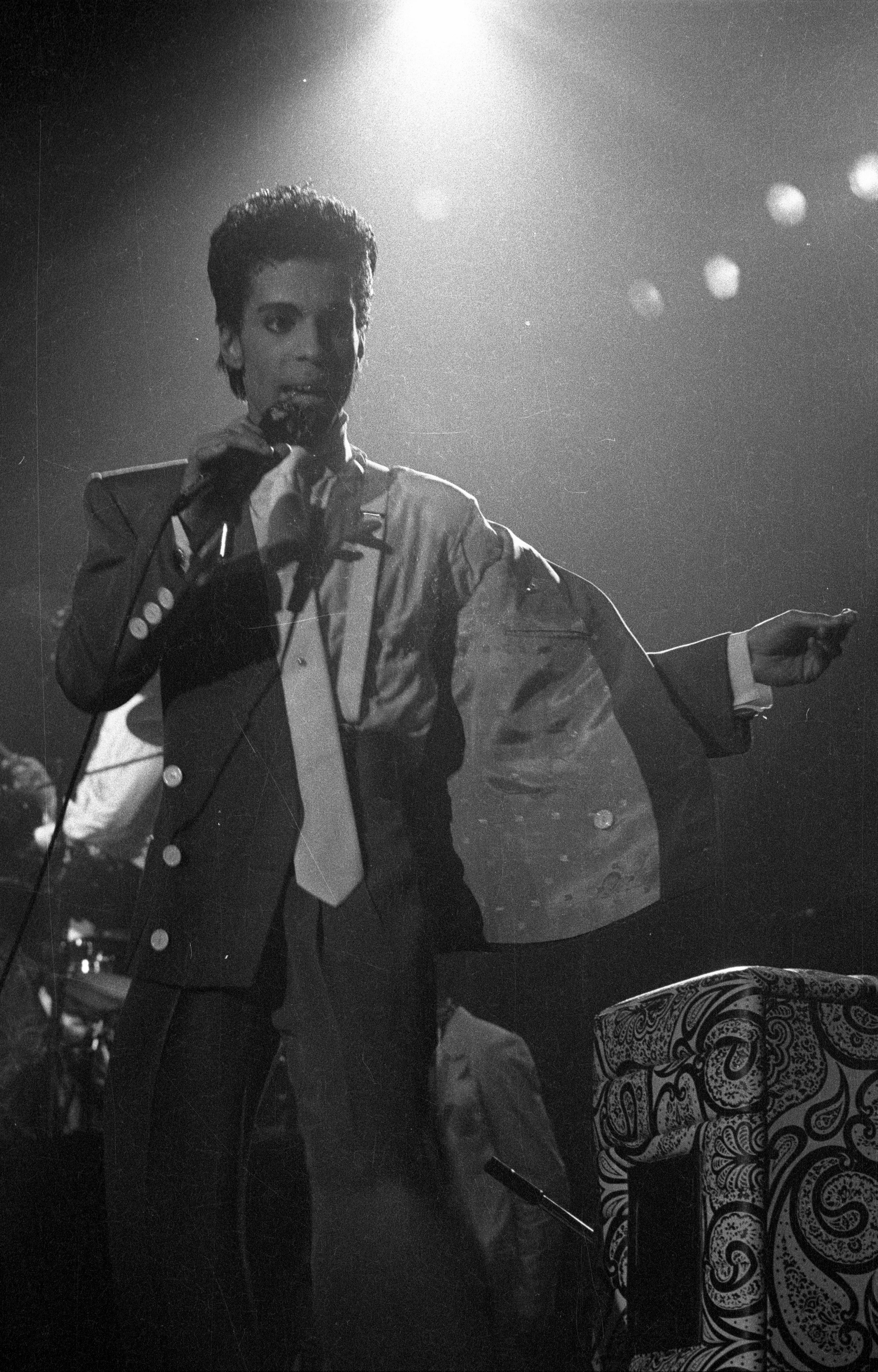
Tác phẩm của nhiều nghệ sĩ từ thập niên 1980, như nam ca sĩ kiêm sáng tác nhạc người Mỹ Prince (ảnh) là nguồn cảm hứng triển khai nên Body Language.

Vào tháng 10 năm 2001, Minogue cho phát hành album phòng thu thứ 8 Fever. Album mang giai điệu disco và Europop với ảnh hưởng của dòng nhạc dance-pop này đạt thành công lớn trên toàn cầu, vươn lên vị trí đầu bảng trên các bảng xếp hạng tại Úc và Anh Quốc. Đây là album đầu tiên của Minogue phát hành tại Hoa Kỳ kể từ Enjoy Yourself (1989) và trở thành album thành công nhất của cô tại quốc gia này khi đạt đến vị trí thứ 3 trên bảng xếp hạng Billboard 200. Fever đạt chứng nhận 7 lần Bạch kim tại Úc bởi Hiệp hội Công nghiệp ghi âm Úc (ARIA), 5 lần Bạch kim bởi British Phonographic Industry (BPI) tại Anh Quốc và Bạch kim tại Hoa Kỳ bởi Hiệp hội Công nghiệp ghi âm Hoa Kỳ (RIAA). Với doanh số chạm mốc 6 triệu bản trên toàn cầu, Fever trở thành album bán chạy nhất của Minogue cho đến nay. Thành công của album, chủ yếu tại khu vực Hoa Kỳ, được nhìn nhận bởi những ảnh hưởng thương mại của đĩa đơn đầu tiên "Can't Get You Out of My Head", khi đạt ngôi quán quân tại 40 quốc gia, bao gồm Úc, New Zealand và tất cả các quốc gia châu Âu, ngoại trừ Phần Lan. "Can't Get You Out of My Head" bán hơn 5 triệu bản trên thế giới, trở thành đĩa đơn bán chạy nhất của Minogue cho đến thời điểm hiện tại và cũng là một trong những đĩa đơn bán chạy nhất thế giới.
Không lâu sau đó, Minogue bắt tay thực hiện album phòng thu thứ 9 Body Language. Với mong muốn sáng tạo một album dance-pop lấy cảm hứng từ nhạc điện tử thập niên 1980, Minogue tập hợp một nhóm cộng tác viên như Cathy Dennis, Dan Carey, Emiliana Torrini, Johnny Douglas và Mantronix. Trong một cuộc phỏng vấn cùng VH1, Minogue giải thích cách mà âm nhạc thập niên 1980 đã ảnh hưởng tới cô:
"Tôi biết đến dòng nhạc pop vào năm '81. Tất cả đều là về Prince, Adam [and] the Ants và cả một thời kỳ New Romantic. Trước thời điểm đó, tôi nghe đến Jackson 5, Donna Summer và đĩa thu âm của bố mình - the [Rolling] Stones và Beatles. Những ảnh hưởng chúng tôi sử dụng trong Body Language đều mang nét giữa thập niên '80 nhiều hơn, đặc biệt là Scritti Politti"
Chia sẻ thêm về Scritti Politti, một ban nhạc post-punk Vương quốc Anh, Minogue nhớ lại lần hợp tác cùng trưởng nhóm Green Gartside, người góp giọng trong bài hát "Someday", kể rằng "Cho đến nay tôi vẫn chưa gặp mặt anh ấy! Tôi để lại một tin nhắn trong máy trả lời của anh ấy, nói rằng, 'Xin chào, Kylie đây! Tôi chỉ muốn nói cảm ơn anh rất nhiều! Anh nghe rất tuyệt!'" Dennis đồng sáng tác "After Dark", người cũng từng đồng sáng tác nhạc phẩm "Can't Get You Out of My Head" cho Minogue. Torrini, người đồng sáng tác "Slow", tiết lộ cách mà cô tiến đến việc sáng tác bài hát này, "Mọi chuyện cứ như tôi vừa vô tình bước vào tuyến lửa với câu 'Này! Cô kia!' Mọi chuyện khá kỳ lạ. Tôi vẫn nghĩ người của Kylie cố gắng gọi cho Jamelia và thay vào đó lại gọi nhầm đến số của tôi. Mọi chuyện sẽ thú vị hơn nếu diễn ra như thế". Giai đoạn thu âm cho Body Language diễn ra trong mùa hè năm 2003 tại nhiều địa điểm như Luân Đôn, Ireland và Tây Ban Nha.

## Sáng tác
Lấy cảm hứng từ dòng nhạc thập niên 1980, Body Language tách biệt khỏi phong cách dance-pop xen lẫn disco thường thấy của Minogue, đặc biệt ở các album như Light Years (2000) hay Fever, mà tập trung vào các thể loại như synthpop, electroclash, nhạc dance điện tử và R&B. So sánh với các sản phẩm trước đây của cô, Body Language là một "đĩa thu âm âm ỉ cháy" và bắt đầu với "Slow", một bài hát "tối giản" và giản dị, đại diện cho lối sản xuất mang ảnh hưởng của dòng nhạc synthpop trong album. Adrien Begrand từ PopMatters so sánh nó với "More More More", bài hát mở đầu của Fever, cho rằng "Ngược lại với nhịp dance hi-hat rộn ràng từ "More More More" của Fever, Body Language lại có một khởi đầu nhẹ nhàng hơn". Các bài hát synthpop khác trong album, bao gồm "Still Standing" và "Promises" sử dụng "dòng synth trầm và vo ve dẫn dắt nhịp và khởi sắc âm từ năm 1984". "Still Standing" cho thấy những ảnh hưởng từ nu-disco và nhạc sàn. Nhiều bài hát trong Body Language còn mang dáng dấp của R&B và hip hop, hai thể loại mới mà Minogue thể nghiệm trong album này. "Red Blooded Woman" "hòa trộn âm thanh thập niên 1980 với nhịp nghe gần giống như nhạc garage", có chứa đoạn hook "Boy! Boy!" và đoạn dẫn "la la la". Các nhà phê bình so sánh phần sản xuất trên với nhà sản xuất hip-hop và R&B người Mỹ Timbaland. Các yếu tố nhạc funk cũng xuất hiện, nổi bật ở những bài hát như "Sweet Music" và "I Feel For You". "Secret (Take You Home)" lại chứa một đoạn rap mang tính "ve vãn" từ Minogue. Body Language còn có sự góp mặt của những bản ballad mang ảnh hưởng của dòng nhạc quiet storm như "Chocolate" hay "Obsession". Chất giọng của Minogue trong album hầu hết đều mang tiếng thở và có dáng vẻ quyến rũ, như trong các bài hát "Slow" và "Chocolate", trong khi chất giọng khàn lại xuất hiện trong "Obsession".
Giới phê bình đề bật những ngụ ý và điểm tương đồng với âm nhạc thập niên 1980 trong xuyên suốt album. Adrien Begrand từ PopMatters tìm thấy điểm tương xứng giữa đoạn hook của "Sweet Music" và những bài hát của Prince và INXS. "Still Standing" được Helen Pidd từ The Guardian mô tả như "một phép hòa hợp giữa "Kiss" của Prince và "Sledgehammer" của Peter Gabriel". "Red Blooded Woman" có nhắc đến bài hát "You Spin Me Round (Like a Record)" của ban nhạc Vương quốc Anh Dead or Alive trong câu hát "You got me spinning round, round, round, round like a record". Tựa đề "I Feel For You" được cho là trùng với một bài hát năm 1979/1984 của Prince và Chaka Khan, cho dù đây không phải là một phiên bản hát lại. "Secret (Take You Home)" nhắc trực tiếp đến bài hát năm 1984 "I Wonder If I Take You Home" của ban nhạc urban contemporary Lisa Lisa and Cult Jam, xuất hiện trong cả tựa đề lẫn điệp khúc. Câu hát "don't confuse emotions with the pleasure principle" cũng là ngụ ý đến bài hát "The Pleasure Principle" của nữ nghệ sĩ thu âm Mỹ Janet Jackson.
Về ca từ, Body Language đề cập đến các chủ đề như hưởng thụ, ve vãn, tình dục và "tiệc tùng trở lại như năm 1987". Trong một cuộc phỏng vấn cùng VH1, Minogue được hỏi tại sao lời ca của album "nghe riêng tư hơn những gì có thể thấy nghe một vài năm trước", cô trả lời "Một vài trong số đó chỉ là tình cờ! Tôi từng viết lời bài hát mang tính riêng tư mãnh liệt trong một album vài năm trước. Có thể mọi người nay đã hiểu tôi rõ hơn, vì thế, nếu một tác giả đưa cho tôi một bài hát, họ có thể viết riêng chúng [cho tôi]. Tôi hiểu lời nhạc từ giai điệu và giải nghĩa chúng theo cách của tôi". Dù ca từ của "Slow" giống như một lời mời lên sàn nhảy, Minogue tiết lộ "đó là về cách mà thời gian và không gian có một ý nghĩa khác nhau khi bạn gặp một người [mà bạn rất mến]". Trong "Sweet Music", Minogue hát về "phép màu của đối tác là ca sĩ và nhà sản xuất đương đại" trong những câu như "I think we're on to something/Your taste it mirrors mine/So hot and in the moment" và "Let's make this demo right". Bài hát cũng sử dụng lối nói hai nghĩa trong một vài câu từ. Tương tự, "Chocolate" "chứa đầy lời ám chỉ ngọt lịm". "Secret (Take You Home)" mang nhiều hình ảnh ẩn dụ so sánh việc tán tỉnh và tình dục với đua ô tô. Những bài hát ballad như "Obsession" đề cập đến những mất mát và kết thúc một chuyện tình.

## Phát hành
Body Language phát hành ngày 14 tháng 11 năm 2003 tại Úc trước khi ra mắt tại Anh Quốc 3 ngày sau đó. Tại Hoa Kỳ, Body Language chính thức lên kệ từ ngày 10 tháng 2 năm 2004. Bìa trước của album, cũng như loạt hình ảnh quảng bá, cho thấy Minogue trong chiếc áo crop-top sọc trắng đen, lộ vùng bụng cùng chiếc quần cắt thấp. Hình ảnh của cô có nét tương đồng với nữ diễn viên và ca sĩ người Pháp Brigitte Bardot, người được xem là "ngôi sao nước ngoài đầu tiên đạt cấp độ thành công quốc tế so với các tài năng bản địa phổ biến nhất nước Mỹ" và là một trong những biểu tượng gợi cảm nổi danh trong thập niên 1950 và 1960. Minogue mô tả buổi chụp ảnh như là "sự pha trộn hoàn hảo giữa ve vãn, đỏng đảnh và rock 'n' roll" và tiết lộ "Chúng tôi đã chụp nó tại một địa điểm phía Nam nước Pháp, thế nên rất [dễ dàng để] tái hiện lại tinh thần của [Brigitte] Bardot. Cô ấy là một biểu tượng tuyệt vời, đặc biệt là thời gian khi cô hợp tác cùng Serge Gainsbourg". Tựa đề của album lấy từ một câu trích trong "Slow", khi Minogue hát "Read my body language".

### Đĩa đơn
"Slow" phát hành ngày 3 tháng 11 năm 2003 dưới dạng đĩa đơn đầu tiên trích từ Body Language. Bài hát được giới phê bình khen ngợi và là một thành công về thương mại. Bài hát vươn lên vị trí đầu bảng tại cả Australian Singles Chart và UK Singles Chart. Tại Anh, đây là đĩa đơn quán quân thứ 7 của Minogue và giúp cô trở thành nữ nghệ sĩ có thời gian đứng đầu bảng xếp hạng lâu nhất. Bài hát còn đạt đến vị trí cao nhất tại Đan Mạch, Tây Ban Nha và Billboard Hot Dance Club Songs Hoa Kỳ. Tại Úc, ARIA chứng nhận "Slow" đĩa Bạch kim với doanh số 70.000 bản. Video âm nhạc cho "Slow" do Baillie Walsh đạo diễn ghi hình tại Barcelona, Tây Ban Nha. Video có cảnh Minogue và nhiều người mẫu bãi biển đồng thời trình diễn vũ đạo cho bài hát trong khi tắm nắng gần bể bơi Piscina Municipal de Montjuïc.
"Red Blooded Woman" phát hành làm đĩa đơn thứ hai vào ngày 10 tháng 3 năm 2004. Các nhà phê bình đánh giá cao giai điệu mang tính đại chúng và ca từ của bài hát này. Bài hát thể hiện tốt trên các bảng xếp hạng, đạt đến vị trí thứ 4 và thứ 5 lần lượt tại Úc và Anh Quốc. Một video âm nhạc cho bài hát ghi hình tại Los Angeles do Jake Nava đạo diễn, với những cảnh Minogue trình diễn vũ đạo tại nhiều địa điểm khác nhau.
"Chocolate" là đĩa đơn cuối cùng phát hành vào ngày 28 tháng 6 năm 2004. Bài hát nhận những phản hồi trái chiều, với ý kiến phê bình chất giọng bị chỉnh lý quá tay của Minogue. Bài hát đạt thứ hạng vừa phải tại các bảng xếp hạng, vươn đến vị trí thứ 6 tại Anh Quốc và suýt đạt đến top 10 tại Úc. Đây là đĩa đơn thứ 27 trong sự nghiệp của Minogue vươn đến top 10 tại Anh. Dawn Shadforth, người từng đạo diễn video "Can't Get You Out of My Head", tiếp tục hợp tác trong video âm nhạc "Chocolate" với những cảnh Minogue và một nhóm vũ công trình diễn một vũ điệu giống như ba-lê như là lời tri ân đến các tác phẩm nhạc kịch của Metro-Goldwyn-Mayer.

### Quảng bá

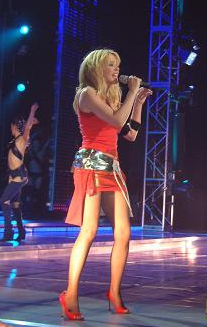
Minogue đang trình diễn trong đêm nhạc Money Can't Buy.

Một đêm nhạc cố định tổ chức tại nhà hát giải trí Hammersmith Apollo, Luân Đôn vào ngày 15 tháng 11 năm 2003 để đánh dấu phát hành Body Language. Chương trình mang tựa đề "Money Can't Buy", khi không bán vé công khai mà chỉ có những người hâm mộ mời đến tham dự chương trình. Đêm diễn kéo dài 75 phút này tốn đến 1 triệu bảng Anh để dàn dựng và thuê lại hệ thống sản xuất màn hình Barco để cung cấp màn hình LED làm phông nền cho những màn trình diễn của Minogue. Trong chương trình, cô thay 5 trang phục khác nhau do các nhãn hiệu thời trang Chanel, Balenciaga hay Helmut Lang thiết kế. Có 4000 chỗ ngồi trống để phục vụ khán giả trong khi hầu hết đặt trước cho những vị khách mời, một vài chiếc vé được đấu giá tại dạ tiệc từ thiện cho chiến dịch "Full Stop" bởi National Society for the Prevention of Cruelty to Children (NSPCC). Chương trình được chỉ đạo bởi nhà tạo mẫu và bạn thân của Minogue William Baker, với phần dàn dựng âm nhạc và vũ đạo lần lượt do Steve Anderson và Michael Rooney đảm nhận. Danh sách bài hát cho đêm diễn ưu tiên cho nhiều bài hát trong Body Language; các bài hát khác trích từ Impossible Princess (1997), Light Years và Fever. Chương trình chia làm 4 màn: "Paris By Night," "Bardello", "Electro" và "On Yer Bike". "Still Standing" và "Red Blooded Woman" trình diễn trong màn đầu, "After Dark" và "Chocolate" trong màn thứ hai, "Slow" và "Obsession" trong màn thứ ba và "Secret (Take You Home)" trong màn cuối. Các màn trình diễn được thu lại trong DVD phát hành dưới cái tên Body Language Live vào ngày 12 tháng 7 năm 2004. DVD đạt chứng nhận Bạch kim và Vàng lần lượt tại Úc và Anh Quốc.

## Đánh giá chuyên môn
| Đánh giá chuyên môn  | Đánh giá chuyên môn |
| Điểm trung bình      | Điểm trung bình     |
| Nguồn                | Đánh giá            |
| -------------------- | ------------------- |
| Metacritic           | 62/100              |
| Nguồn đánh giá       |                     |
| Nguồn                | Đánh giá            |
| AllMusic             | [ 1 ]               |
| The Irish Times      | [ 52 ]              |
| Entertainment Weekly | B+                  |
| The Guardian         | [ 18 ]              |
| NME                  | 7/10                |
| Rolling Stone        | [ 55 ]              |
| Slant Magazine       | [ 19 ]              |
| Stylus Magazine      | B                   |

Body Language nhận những đánh giá từ tích cực đến trái chiều bởi các nhà phê bình âm nhạc. Trên Metacritic, một trang mạng tổng hợp đánh giá trên thang điểm 100 của các nhà phê bình, Body Language nhận số điểm 62 dựa trên 17 bài nhận xét, đồng nghĩa với mức đánh giá tích cực. Chris True từ AllMusic khen ngợi Minogue trong việc mở rộng "tầm nhìn" của mình và xem đây là "đĩa thu âm pop gần như hoàn hảo [...] cũng có thể là album xuất sắc nhất trong sự nghiệp [của Minogue]". Keith Caulfield từ Billboard cho rằng "Dáng dấp gợi cảm và vững chắc [của album] được gắn chặt bởi các nhịp rộn rã và sở trường chọn bài hát và nhà sản xuất tốt của Minogue." Bài nhận xét của The Irish Times gọi album này là "nhà kế nhiệm xứng đáng trước thành công của Fever năm 2001, một tập hợp các bài hát electro-pop rộn rã một cách tột bậc mang đậm ảnh hưởng từ thập niên 80" và khen ngợi chất giọng linh hoạt của Minogue. Ethan Brown từ New York bị thuyết phục bởi bài hát mở đầu "Slow" và đánh giá cao "âm thanh mô phỏng" trong album. Sal Cinquemani từ Slant Magazine cho rằng Body Language là album tốt hơn Fever, gọi đây là "điểm trọng tâm giữa thể loại alternative/electronica của Impossible Princess năm 1997 và các sản phẩm thịnh hành hơn vào đầu thiên niên kỷ của Minogue" và khen ngợi tính gắn kết của album. Rob Sheffield từ Rolling Stone có kết quả khả quan trước tính gợi dục của Body Language và gọi album này "tuyệt vời".
Chris Willman từ Entertainment Weekly gọi đây là "bước tiến Madonna-gặp-Mirwais" của Minogue và cảm thấy sự trải nghiệm ở các thể loại mới của cô "thú vị một cách lố bịch", cho dù gọi album này "cứng nhắc" và "vô hồn". Helen Pidd của The Guardian cảm mến sự hoà trộn giữa phong cách âm nhạc thập niên 1980 của album, nhưng cho rằng sự thiếu vắng các bài hát mang phong thái nhảy "có thể là sự sa sút của Body Language". John Robinson từ NME cho Body Language một đánh giá khả quan và gọi đây là "đĩa thu âm r'n'b đương đại đầy xúc cảm, hoàn thiện vô cùng trang nhã", nhưng cảm thấy album "thất bại để vực dậy từ tiền nhiệm [Fever]". Tương tự, Adrien Begnard từ PopMatters cảm thấy Body Language thiếu những bài hát "bắt tai không thể phủ nhận" từng hiện diện trong Fever nhưng lại tán thưởng phần sản xuất tổng thể của nó. Spin cho rằng Minogue "vừa vặn với [âm nhạc] thập niên 80" và đề cao những bài hát mang hơi hướng dance, cho dù phê bình những bài hát ballad và chất giọng đôi lúc bị xử lý quá tay của Minogue. The A.V. Club lại cho rằng các bản ballad "có hiệu quả" và tổng kết rằng "Body Language cho thấy sự tồn tại ấn tượng một cách đáng kinh ngạc trong giai đoạn cao trào của Minogue".

## Diễn biến thương mại
Cho dù không thể đạt đến thành công của Fever, Body Language vẫn thể hiện tốt về mặt thương mại. Tại quê nhà Úc của Minogue, Body Language đạt đến vị trí thứ 2 trên bảng xếp hạng album và trụ vững 18 tuần. Hiệp hội Công nghiệp ghi âm Úc (ARIA) đã hai lần chứng nhận Bạch kim cho album với doanh số 140.000 bản. Tại Anh Quốc, album vươn đến vị trí thứ 6 trên UK Albums Chart, với tổng cộng 30 tuần trụ hạng. Body Language giành chứng nhận Bạch kim bởi British Phonographic Industry (BPI) cho doanh số 300.000 bản.
Tại những nơi khác, Body Language đạt vị trí thứ 23 trên Austrian Albums Chart và đạt chứng nhận đĩa Vàng bởi Liên đoàn Công nghiệp ghi âm quốc tế (IFPI) với doanh số 7.500 bản. Tại khu vực Flanders sử dụng tiếng Hà Lan của Bỉ, album đạt thứ hạng 10 và có 17 tuần nằm trong bảng xếp hạng Ultratop, đánh dấu album đầu tiên của Minogue lọt vào top 10 tại quốc gia này. Body Language xếp thứ 8 trên Swiss Albums Chart và có 17 tuần trụ hạng, đạt chứng nhận đĩa Vàng bởi IFPI cho doanh số vượt 20.000 bản. Tại Hoa Kỳ, Body Language mở đầu ở vị trí thứ 42 trên Billboard 200 với doanh số "ít ỏi" 43.000 bản trong tuần đầu. Theo Nielson SoundScan, Body Language đã chạm mốc 177.000 bản tại Hoa Kỳ vào tháng 3 năm 2011.

## Di sản
—Chris True, trong bài đánh giá Body Language tại AllMusic
Sau khi phát hành, Body Language được xem là ví dụ của sự "tái sáng tạo" không ngừng nghỉ của Minogue. Trong thời gian này, Minogue thường được nhắc đến bằng cái tên "Bardot Kylie" dựa trên hình tượng lấy cảm hứng từ Brigitte Bardot trên bìa đĩa thu âm và Body Language được xem là bước tiến lớn đến hình ảnh "hấp dẫn, tối giản và hậu hiện đại" mà cô tạo dựng từ Fever. Chris True từ AllMusic gọi album này là "một cố gắng thành công khác [của Minogue] trong việc mở rộng âm thanh của mình (trong trường hợp này với electro và hip-hop) và giành nhiều người hâm mộ hơn nữa". Trong bài nhận xét album phòng thu thứ 10 của Minogue X (2007), anh nhận định "Đến thời điểm năm 2004 của Body Language, Kylie Minogue dường như bất bại, với 3 album thành công, nhiều đĩa đơn ăn khách và một sự nghiệp hồi sinh mà chỉ vài năm trước được nhìn nhận một cách vô cùng bấp bênh". Vào năm 2006, Larissa Dubecki từ The Age cho rằng "Kylie đã hạ gục những kẻ gièm pha mình trước đây bằng hàng loạt cá tính, từ 'chú vẹt yến phụng biết hát' trưởng thành ở Neighbours và đĩa đơn đầu tay ăn khách trình bày lại từ bài hát kinh điển của Little Eva 'Locomotion' vào năm 1987 cho đến hình tượng thập niên 1960 trong album gần nhất, Body Language năm 2003". Cô dùng cái tên "công chúa Eurotrash" để mô tả Minogue trong thời kỳ này.
Năm 2004, Minogue giành đề cử tại Giải thưởng âm nhạc ARIA lần thứ 18 cho "Nữ nghệ sĩ xuất sắc nhất" và Body Language cho "Phát hành pop xuất sắc nhất". Tại Giải Grammy lần thứ 47 diễn ra vào năm 2005, đĩa đơn "Slow" nhận đề cử cho "Thu âm nhạc dance xuất sắc nhất" và Minogue chọn đây là bài hát cô yêu thích nhất trong kỷ niêm 25 năm hoạt động vào năm 2012.

## Danh sách bài hát
| STT              | Nhan đề                  | Sáng tác | Nhà sản xuất                                | Thời lượng |
| ---------------- | ------------------------ | --- | ------------------------------------------- | ---------- |
| 1.               | "Slow"                   | Kylie Minogue Dan Carey Emilíana Torrini                                                                                             | Sunnyroads                                  | 3:15       |
| 2.               | "Still Standing"         | Ash Thomas Alexis Strum | Baby Ash                                    | 3:40       |
| 3.               | "Secret (Take You Home)" | Curtis T. Bedeau Gerard Charles Hugh Clarke Reza Safinia Lisa Greene Paul George Brian P. George Lucien J. George Niomi McLean-Daley | Rez Johnny Douglas (nhà sản xuất phụ)       | 3:16       |
| 4.               | "Promises"               | Kurtis el Khaleel David Billing | Kurtis Mantronik Douglas (nhà sản xuất phụ) | 3:17       |
| 5.               | "Sweet Music"            | Minogue Karen Poole Thomas | Baby Ash                                    | 4:11       |
| 6.               | "Red Blooded Woman"      | Douglas Poole | Douglas                                     | 4:21       |
| 7.               | "Chocolate"              | Douglas Poole | Douglas                                     | 5:00       |
| 8.               | "Obsession"              | Khaleel Billing M. Grey | Mantronik Douglas (nhà sản xuất phụ)        | 3:31       |
| 9.               | "I Feel for You"         | Liz Winstanley J. Piccioni S. Anselmetti                                                                                             | Electric J                                  | 4:19       |
| 10.              | "Someday"                | Minogue Torrini Thomas | Baby Ash                                    | 4:18       |
| 11.              | "Loving Days"            | Minogue Richard Stannard Julian Gallagher Dave Morgan                                                                                | Stannard Gallagher                          | 4:26       |
| 12.              | "After Dark"             | Cathy Dennis Chris Braide | Dennis Braide                               | 4:10       |
| Tổng thời lượng: | Tổng thời lượng:         | Tổng thời lượng: | Tổng thời lượng:                            | 47:44      |

| Bài hát bổ sung phiên bản Úc | Bài hát bổ sung phiên bản Úc | Bài hát bổ sung phiên bản Úc                     | Bài hát bổ sung phiên bản Úc | Bài hát bổ sung phiên bản Úc |
| STT                          | Nhan đề                      | Sáng tác                                         | Nhà sản xuất                 | Thời lượng                   |
| ---------------------------- | ---------------------------- | ------------------------------------------------ | ---------------------------- | ---------------------------- |
| 13.                          | "Slo Motion"                 | Minogue Andrew Frampton Mark Stent Wayne Wilkins | The Auracle                  | 4:18                         |

| Bài hát bổ sung phiên bản Nhật | Bài hát bổ sung phiên bản Nhật | Bài hát bổ sung phiên bản Nhật              | Bài hát bổ sung phiên bản Nhật | Bài hát bổ sung phiên bản Nhật |
| STT                            | Nhan đề                        | Sáng tác                                    | Nhà sản xuất                   | Thời lượng                     |
| ------------------------------ | ------------------------------ | ------------------------------------------- | ------------------------------ | ------------------------------ |
| 13.                            | "You Make Me Feel"             | Minogue TommyD Felix Howard Marius de Vries | TommyD                         | 4:19                           |
| 14.                            | "Slo Motion"                   | Minogue Frampton Stent Wilkins              | The Auracle                    | 4:18                           |

| Bài hát bổ sung phiên bản Hoa Kỳ | Bài hát bổ sung phiên bản Hoa Kỳ               | Bài hát bổ sung phiên bản Hoa Kỳ | Bài hát bổ sung phiên bản Hoa Kỳ | Bài hát bổ sung phiên bản Hoa Kỳ |
| STT                              | Nhan đề                                        | Sáng tác                         | Nhà sản xuất                     | Thời lượng                       |
| -------------------------------- | ---------------------------------------------- | -------------------------------- | -------------------------------- | -------------------------------- |
| 13.                              | "Cruise Control"                               | Minogue Douglas Poole            | Douglas                          | 3:55                             |
| 14.                              | "You Make Me Feel"                             | Minogue D, Howard de Vries       | TommyD                           | 4:19                             |
| 15.                              | "Slow" (video âm nhạc)                         |                                  |                                  |                                  |
| 16.                              | "Can't Get You Out of My Head" (video âm nhạc) |                                  |                                  |                                  |

## Những người thực hiện
Đội ngũ tham gia sản xuất Body Language dựa trên phần bìa ghi chú.
| - Kylie Minogue – hát chính, giọng nền - Niall Alcott – kỹ sư dàn nhạc (11) - Baby Ash – sản xuất (2, 5, 10); phối âm (2, 5, 9, 10); sản xuất giọng hát (9); giọng nền, điệp khúc "pops" (2) - William Baker – tạo mẫu, chỉ đạo hình ảnh - David Billing – giọng nền (4) - Chris Braide – tất cả nhạc khí, giọng nền (12) - Dave Clews – Pro Tools (3, 6, 7); bàn phím (6); lập trình, kỹ sư giọng hát (6, 7) - Cathy Dennis – tất cả nhạc khí, giọng nền, sản xuất (12) - Johnny Douglas – sản xuất phụ, sản xuất giọng hát (3, 4, 8); tất cả nhạc khí, giọng nền, sản xuất, phối âm (6, 7) - Electric J – sản xuất (9) - Steve Fitzmaurice – phối âm (3, 4, 8) - Dylan Gallagher – tiền sản xuất (12) - Julian Gallagher – bàn phím, sản xuất, lập trình (11) - Green Gartside – giọng nền (10) - Miriam Grey – giọng nền (4) - A. Guevara – MC (7) - Simon Hale – chỉ đạo, cải biên bộ dây (11) - Tony Hung – thiết kế, sản xuất | - Damon Iddins – trợ lý phối âm (3, 4, 8) - Lion – điệp khúc "pops" (2) - London Session Orchestra – dàn nhạc (11) - Kurtis Mantronik – sản xuất (4, 8) - Tony Maserati – phối âm (12) - Dave McCracken – lập trình (12) - Mert and Marcus – nhiếp ảnh - Dave Morgan – guitar, bàn phím (11) - Mr. Dan – phối âm (1) - Geoff "Peshy" Pesh – chủ biên - Karen Poole – giọng nền (6, 7) - Rez – sản xuất (3) - Geoff Rice – trợ lý kỹ sư (12) - Richard "Biff" Stannard – giọng nền, bàn phím, sản xuất (11) - Alexis Strum – giọng nền (2) - Sunnyroads – sản xuất (1) - Danton Supple – kỹ sư (12) - Alvin Sweeney – kỹ sư, phối âm, lập trình (11) - Gavyn Wright – trưởng dàn nhạc (11) |

## Xếp hạng
| Bảng xếp hạng (2003)                     | Thứ hạng cao nhất |
| ---------------------------------------- | ----------------- |
| Album Úc (ARIA)                          | 2                 |
| Australian Dance Albums (ARIA)           | 1                 |
| Album Áo (Ö3 Austria)                    | 23                |
| Album Bỉ (Ultratop Vlaanderen)           | 10                |
| Album Bỉ (Ultratop Wallonie)             | 33                |
| Album Đan Mạch (Hitlisten)               | 22                |
| Album Hà Lan (Album Top 100)             | 19                |
| European Top 100 Albums                  | 9                 |
| Album Phần Lan (Suomen virallinen lista) | 32                |
| Album Pháp (SNEP)                        | 31                |
| Album Đức (Offizielle Top 100)           | 11                |
| Album Ireland (IRMA)                     | 19                |
| Album Ý (FIMI)                           | 47                |
| Album Nhật Bản (Oricon)                  | 43                |
| Album New Zealand (RMNZ)                 | 23                |
| Album Na Uy (VG-lista)                   | 21                |
| Album Ba Lan (ZPAV)                      | 49                |
| Album Bồ Đào Nha (AFP)                   | 14                |
| Spanish Albums (PROMUSICAE)              | 28                |
| Album Thụy Điển (Sverigetopplistan)      | 20                |
| Album Thụy Sĩ (Schweizer Hitparade)      | 8                 |
| Album Anh Quốc (OCC)                     | 6                 |
| Bảng xếp hạng (2004)                     | Thứ hạng cao nhất |
| Album Hoa Kỳ Billboard 200               | 42                |

| Bảng xếp hạng (2003)           | Thứ hạng |
| ------------------------------ | -------- |
| Australian Albums (ARIA)       | 54       |
| Australian Dance Albums (ARIA) | 3        |
| UK Albums (OCC)                | 63       |
| Bảng xếp hạng (2004)           | Thứ hạng |
| Australian Albums (ARIA)       | 85       |
| Australian Dance Albums (ARIA) | 6        |

## Chứng nhận doanh số
| Quốc gia                                                                           | Chứng nhận  | Số đơn vị/doanh số chứng nhận |
| ---------------------------------------------------------------------------------- | ----------- | ----------------------------- |
| Úc (ARIA)                                                                          | 2× Bạch kim | 140.000^                      |
| Áo (IFPI Áo)                                                                       | Vàng        | 7.500*                        |
| Thụy Sĩ (IFPI)                                                                     | Vàng        | 20.000^                       |
| Anh Quốc (BPI)                                                                     | Bạch kim    | 300.000^                      |
| * Chứng nhận dựa theo doanh số tiêu thụ. ^ Chứng nhận dựa theo doanh số nhập hàng. |             |                               |

## Lịch sử phát hành
| Quốc gia | Ngày                 | Nhãn thu âm               |
| -------- | -------------------- | ------------------------- |
| Nhật Bản | 10 tháng 11 năm 2003 | EMI                       |
| Úc       | 14 tháng 11 năm 2003 | Festival Mushroom Records |
| Đức      | 14 tháng 11 năm 2003 | EMI                       |
| Pháp     | 17 tháng 11 năm 2003 | EMI                       |
| Anh Quốc | 17 tháng 11 năm 2003 | Parlophone                |
| Hoa Kỳ   | 10 tháng 2 năm 2004  | Capitol Records           |